# Lijst van voetbalinterlands Benin - Congo-Brazzaville
Deze lijst van voetbalinterlands is een overzicht van alle officiële voetbalwedstrijden tussen de nationale teams van Benin (tussen 1960 en 1975 heette het land Dahomey) en Congo-Brazzaville. De Afrikaanse landen speelden tot op heden zeven keer tegen elkaar. De eerste ontmoeting was een vriendschappelijke wedstrijd op 1 november 1970 in Cotonou. Het laatste duel, eveneens een vriendschappelijke wedstrijd, werd gespeeld in Brazzaville op 8 november 2017.

## Wedstrijden
| № | Plaats      | Datum           | Competitie        | Wedstrijd                   | Uitslag |
| - | ----------- | --------------- | ----------------- | --------------------------- | ------- |
| 1 | Cotonou     | 1 november 1970 | Vriendschappelijk | Dahomey − Congo-Brazzaville | 3 − 2   |
| 2 | Brazzaville | 6 februari 1972 | Vriendschappelijk | Congo-Brazzaville − Dahomey | 2 − 2   |
| 3 | Porto-Novo  | 20 maart 1983   | Vriendschappelijk | Benin − Congo-Brazzaville   | 0 − 2   |
| 4 | Brazzaville | 14 oktober 1984 | Vriendschappelijk | Congo-Brazzaville − Benin   | 0 − 0   |
| 5 | Brazzaville | 16 oktober 1984 | Vriendschappelijk | Congo-Brazzaville − Benin   | 2 − 0   |
| 6 | Brazzaville | 13 oktober 2015 | Vriendschappelijk | Congo-Brazzaville − Benin   | 2 − 1   |
| 7 | Brazzaville | 8 november 2017 | Vriendschappelijk | Congo-Brazzaville − Benin   | 1 − 1   |

## Samenvatting
| Competitie        | Totaal gespeeld | Winst Benin | Gelijk | Winst Congo-Brazzaville | Doelsaldo Benin – Congo-Brazzaville |
| ----------------- | --------------- | ----------- | ------ | ----------------------- | ----------------------------------- |
| Vriendschappelijk | 7               | 1           | 3      | 3                       | 7 − 11                              |
| Totaal            | 7               | 1           | 3      | 3                       | 7 − 11                              |

Wedstrijden bepaald door strafschoppen worden, in lijn met de FIFA, als een gelijkspel gerekend.